# Katholieke Lerarenvereniging Sint Bonaventura
De Katholieke Lerarenvereniging Sint Bonaventura is een lerarenvereniging voor het katholiek onderwijs in Nederland.
De vereniging werd in 1918 opgericht in Den Bosch. Het was de eerste organisatie van katholieke leraren zonder religieuze functie. Het overgrote deel van onderwijsgevenden op katholieke scholen in die tijd was geestelijke. In 1994 ging de Sint Bonaventura samen met het Algemene Onderwijsbond, er bleef niettemin een zekere mate van zelfstandigheid bestaan.